# Olympische Sommerspiele 2024/Teilnehmer (Montenegro)
| Gelbes Symbol für Goldmedaillen mit stilisierten Olympischen Ringen | Graues Symbol für Silbermedaillen mit stilisierten Olympischen Ringen | Braundes Symbol für Bronzemedaillen mit stilisierten Olympischen Ringen |
| ------------------------------------------------------------------- | --------------------------------------------------------------------- | ----------------------------------------------------------------------- |
| —                                                                   | —                                                                     | —                                                                       |

Montenegro nahm an den Olympischen Spielen 2024 vom 26. Juli bis zum 11. August 2024 in Paris teil. Es war die insgesamt fünfte Teilnahme an Olympischen Sommerspielen.

## Teilnehmer nach Sportarten

### Boxen
Bojana Gojković erhielt eine Wildcard für den Wettbewerb im Bantamgewicht der Frauen.
| Athleten        | Wettbewerb       | 1. Runde    | 1. Runde | Achtelfinale  | Achtelfinale  | Viertelfinale | Viertelfinale | Halbfinale    | Halbfinale    | Finale        | Finale        | Rang |
| Athleten        | Wettbewerb       | Gegner      | Ergebnis | Gegner        | Ergebnis      | Gegner        | Ergebnis      | Gegner        | Ergebnis      | Gegner        | Ergebnis      | Rang |
| --------------- | ---------------- | ----------- | -------- | ------------- | ------------- | ------------- | ------------- | ------------- | ------------- | ------------- | ------------- | ---- |
| Frauen          |                  |             |          |               |               |               |               |               |               |               |               |      |
| Bojana Gojković | Klasse bis 54 kg | Huang H.-w. | 0:5      | ausgeschieden | ausgeschieden | ausgeschieden | ausgeschieden | ausgeschieden | ausgeschieden | ausgeschieden | ausgeschieden | 17   |

### Leichtathletik
Laufen und Gehen
| Athleten    | Wettbewerb | Vorlauf | Vorlauf | Halbfinale    | Halbfinale    | Finale        | Finale        | Rang          |
| Athleten    | Wettbewerb | Zeit    | Rang    | Zeit          | Rang          | Zeit          | Rang          | Rang          |
| ----------- | ---------- | ------- | ------- | ------------- | ------------- | ------------- | ------------- | ------------- |
| Männer      |            |         |         |               |               |               |               |               |
| Darko Pešić | 100 m      | 11,85 s | 6       | ausgeschieden | ausgeschieden | ausgeschieden | ausgeschieden | ausgeschieden |

### Schwimmen
| Athleten         | Wettbewerb          | Vorlauf | Vorlauf | Halbfinale    | Halbfinale    | Finale        | Finale        | Rang |
| Athleten         | Wettbewerb          | Zeit    | Rang    | Zeit          | Rang          | Zeit          | Rang          | Rang |
| ---------------- | ------------------- | ------- | ------- | ------------- | ------------- | ------------- | ------------- | ---- |
| Frauen           |                     |         |         |               |               |               |               |      |
| Jovana Kuljača   | 50 m Freistil       | 27,19 s | 40      | ausgeschieden | ausgeschieden | ausgeschieden | ausgeschieden | 40   |
| Männer           |                     |         |         |               |               |               |               |      |
| Miloš Milenković | 100 m Schmetterling | 54,26 s | 34      | ausgeschieden | ausgeschieden | ausgeschieden | ausgeschieden | 34   |

### Segeln
Über die ILCA-Weltmeisterschaften 2024 erhielt Montenegro einen Quotenplatz für das Segeln mit dem Laser. Die Nutzung dieses Platzes wurde dem Weltverband World Sailing bereits bestätigt.
| Athleten      | Wettbewerb | Qualifikation | Qualifikation | Medal Race    | Medal Race    | Punkte | Rang |
| Athleten      | Wettbewerb | Punkte        | Rang          | Punkte        | Rang          | Punkte | Rang |
| ------------- | ---------- | ------------- | ------------- | ------------- | ------------- | ------ | ---- |
| Männer        |            |               |               |               |               |        |      |
| Milivoj Dukić | Laser      | 106           | 14            | ausgeschieden | ausgeschieden | 106    | 14   |

### Tennis
Von der ITF erhielt Danka Kovinić den sogenannten Universality Place und darf deshalb im Einzel der Frauen an den Start gehen.
| Athleten      | Wettbewerb | 1. Runde   | 1. Runde | 2. Runde      | 2. Runde      | Achtelfinale  | Achtelfinale  | Viertelfinale | Viertelfinale | Halbfinale    | Halbfinale    | Finale / Platz 3 | Finale / Platz 3 | Rang |
| Athleten      | Wettbewerb | Gegner     | Ergebnis | Gegner        | Ergebnis      | Gegner        | Ergebnis      | Gegner        | Ergebnis      | Gegner        | Ergebnis      | Gegner           | Ergebnis         | Rang |
| ------------- | ---------- | ---------- | -------- | ------------- | ------------- | ------------- | ------------- | ------------- | ------------- | ------------- | ------------- | ---------------- | ---------------- | ---- |
| Frauen        |            |            |          |               |               |               |               |               |               |               |               |                  |                  |      |
| Danka Kovinić | Einzel     | M. Sakkari | 0:6, 1:6 | ausgeschieden | ausgeschieden | ausgeschieden | ausgeschieden | ausgeschieden | ausgeschieden | ausgeschieden | ausgeschieden | ausgeschieden    | ausgeschieden    | 33   |

### Wasserball
Durch ihren achten Platz bei den Wasserball-Weltmeisterschaften 2024 konnte sich die montenegrinische Wasserballnationalmannschaft für ihre fünften Olympischen Spiele in Folge qualifizieren und nahm damit an allen olympischen Turnieren seit Gründung des Crnogorski olimpijski komitet teil.
| Wettbewerb    | Männer |
| ------------- | --- |
| Athleten      | Dejan Lazović Marko Mršić Miroslav Perković Jovan Vujović Aljoša Mačić Vlado Popadić Stefan Vidović Bogdan Đurđić Đuro Radović Vladan Spaić Dušan Matković Vasilije Radović Petar Tešanović |
| Trainer       | Vladimir Gojković |
| Gruppenphase  | Kroatien (8:11) Griechenland (16:17) Italien (9:11) Vereinigte Staaten (7:12) Rumänien (10:7)                                                                                               |
| Viertelfinale | ausgeschieden |
| Halbfinale    | ausgeschieden |
| Finale        | ausgeschieden |
| Rang          | 9 |